# Список министров образования России

## Комитет по высшей технической школе при СНК СССР
Образован 19 сентября 1932 года.
| Имя                                             | Дата вступления в должность | Дата снятия с должности |
| ----------------------------------------------- | --------------------------- | ----------------------- |
| Кржижановский, Глеб Максимилианович (1872—1959) | 17 октября 1932             | 17 октября 1933         |

Преобразован 17 октября 1933 года в Всесоюзный комитет по высшему техническому образованию при ЦИК СССР.

## Всесоюзный комитет по высшему техническому образованию при ЦИК СССР
| Имя                                             | Дата вступления в должность | Дата снятия с должности |
| ----------------------------------------------- | --------------------------- | ----------------------- |
| Кржижановский, Глеб Максимилианович (1872—1959) | 17 октября 1933             | 26 декабря 1935         |

26 декабря 1935 года передан в подчинение из ЦИК СССР в СНК СССР.

## Всесоюзный комитет по высшему техническому образованию при СНК СССР
| Имя                                             | Дата вступления в должность | Дата снятия с должности |
| ----------------------------------------------- | --------------------------- | ----------------------- |
| Кржижановский, Глеб Максимилианович (1872—1959) | 26 декабря 1935             | 21 мая 1936             |

## Всесоюзный комитет по делам высшей школы при СНК СССР
Образован 21 мая 1936 года.
| Имя                                     | Дата вступления в должность | Дата снятия с должности |
| --------------------------------------- | --------------------------- | ----------------------- |
| Межлаук, Иван Иванович (1891—1938)      | 21 мая 1936                 | 2 декабря 1937          |
| Кафтанов, Сергей Васильевич (1905—1978) | 11 декабря 1937             | 15 марта 1946           |

Преобразован 15 марта 1946 в Всесоюзный комитет по делам высшей школы при СМ СССР.

## Всесоюзный комитет по делам высшей школы при СМ СССР
| Имя                                     | Дата вступления в должность | Дата снятия с должности |
| --------------------------------------- | --------------------------- | ----------------------- |
| Кафтанов, Сергей Васильевич (1905—1978) | 15 марта 1946               | 10 апреля 1946          |

10 апреля 1946 года преобразован в Министерство высшего образования СССР.

## Министерство высшего образования СССР
Образовано 10 апреля 1946 года из Всесоюзного комитета по делам высшей школы при СМ СССР.
| Имя                                       | Дата вступления в должность | Дата снятия с должности |
| ----------------------------------------- | --------------------------- | ----------------------- |
| Кафтанов, Сергей Васильевич (1905—1978)   | 10 апреля 1946              | 9 февраля 1951          |
| Столетов, Всеволод Николаевич (1907—1989) | 9 февраля 1951              | 15 марта 1953           |

15 марта 1953 года объединено с Министерством кинематографии СССР, Министерством трудовых ресурсов СССР и Комитетом по делам искусств при СМ СССР в одно — Министерство культуры СССР.
Вновь образовано 9 марта 1954 года как общесоюзное Министерство на базе Главного управления высшего образования и Управления средних специальных учебных заведений Министерства культуры СССР. 29 декабря того же года преобразовано в союзно-республиканское министерство.
| Имя                                   | Дата вступления в должность | Дата снятия с должности |
| ------------------------------------- | --------------------------- | ----------------------- |
| Елютин, Вячеслав Петрович (1907—1993) | 9 марта 1954                | 22 июня 1959            |

22 июня 1959 года преобразовано в Министерство высшего и среднего специального образования СССР.

## Министерство высшего и среднего специального образования СССР
Образовано 22 июня 1959 года преобразованием Министерства высшего образования СССР.
| Имя                                     | Дата вступления в должность | Дата снятия с должности |
| --------------------------------------- | --------------------------- | ----------------------- |
| Елютин, Вячеслав Петрович (1907—1993)   | 22 июня 1959                | 16 июля 1985            |
| Ягодин, Геннадий Алексеевич (1927—2015) | 16 июля 1985                | 5 марта 1988            |

Упразднено 5 марта 1988 года в связи с образованием Государственного комитета СССР по народному образованию.

### Государственный комитет СМ СССР по профессионально-техническому образованию
Образован 27 июля 1959 года.
| Имя                                   | Дата вступления в должность | Дата снятия с должности |
| ------------------------------------- | --------------------------- | ----------------------- |
| Зеленко, Генрих Иосифович (1905—1972) | 27 июля 1959                | 21 января 1963          |

21 января 1963 года преобразован в Государственный комитет по профессионально-техническому образованию при Госплане СССР.
Вновь образован 16 октября 1965 года на базе Государственного комитета по профессионально-техническому образованию при Госплане СССР.
| Имя                                           | Дата вступления в должность | Дата снятия с должности |
| --------------------------------------------- | --------------------------- | ----------------------- |
| Булгаков, Александр Александрович (1907—1996) | 16 октября 1965             | 5 июля 1978             |

5 июля 1978 года преобразован в Государственный комитет СССР по профессионально-техническому образованию.

### Государственный комитет СССР по профессионально-техническому образованию
Образован 5 июля 1978 года на базе Государственного комитета СМ СССР по профессионально-техническому образованию.
| Имя                                           | Дата вступления в должность | Дата снятия с должности |
| --------------------------------------------- | --------------------------- | ----------------------- |
| Булгаков, Александр Александрович (1907—1996) | 5 июля 1978                 | 1 июля 1983             |
| Петровичев, Николай Александрович (1918—2002) | 1 июля 1983                 | 13 января 1986          |
| Думачёв, Анатолий Пантелеевич (1932—2004)     | 13 января 1986              | 5 марта 1988            |

Упразднён 5 марта 1988 года в связи с образованием Государственного комитета СССР по народному образованию.

## Государственный комитет СССР по народному образованию
Образован 5 марта 1988 года на базе Министерства просвещения СССР, Министерства высшего и среднего специального образования СССР и Государственного комитета СССР по профессионально-техническому образованию.
| Имя                                     | Дата вступления в должность | Дата снятия с должности |
| --------------------------------------- | --------------------------- | ----------------------- |
| Ягодин, Геннадий Алексеевич (1927—2015) | 11 марта 1988               | 10 декабря 1991         |

27 ноября 1991 года постановлением Госсовета переименован в Комитет СССР по образованию, а 10 декабря упразднен и на его базе создан Межгосударственный совет по образованию. Ликвидирован 26 декабря 1991 года, председатель не назначался.

## Министерство высшего и среднего специального образования РСФСР
Образовано 3 августа 1959 года Постановлением СМ РСФСР «Об организации Министерства высшего и среднего специального образования РСФСР» от 3 августа 1959 года № 1311.
| Имя                                       | Дата вступления в должность        | Дата снятия с должности   |
| ----------------------------------------- | ---------------------------------- | ------------------------- |
| Столетов, Всеволод Николаевич (1907—1989) | 27 сентября 1959                   | 18 февраля 1972           |
| Образцов, Иван Филиппович (1920—2005)     | 18 февраля 1972 и. о. 15 июня 1990 | 15 июня 1990 14 июля 1990 |

Упразднено в соответствии с Законом РСФСР от 14 июля 1990 г. «О республиканских министерствах и государственных комитетах РСФСР».

## Государственный комитет РСФСР по делам науки и высшей школы
Образован 14 июля 1990 года на базе упраздненного Министерства высшего и среднего специального образования РСФСР.
| Имя                                      | Дата вступления в должность | Дата снятия с должности |
| ---------------------------------------- | --------------------------- | ----------------------- |
| Малышев, Николай Григорьевич (1945—2019) | 14 июля 1990                | 15 ноября 1991          |

## Министерство науки и технической политики РСФСР
Образовано 11 ноября 1991 года на базе Государственного комитета РСФСР по делам науки и высшей школы (в части науки) и перешедших под юрисдикцию РСФСР Государственного комитета СССР по науке и технологиям (Указ Президента РСФСР № 193 от 11 ноября 1991 года). Спустя 17 дней в введение данного министерства были переданы вопросы высшей школы (с соответствующими материально-техническими ресурсами, финансовыми средствами, другим имуществом, штатной численностью работников центрального аппарата и ассигнованиями на его содержание) и в связи с этим оно было преобразовано в Министерство науки, высшей школы и технической политики РСФСР (Указ Президента РСФСР № 242 от 28 ноября 1991 года)
| Имя                                    | Дата вступления в должность | Дата снятия с должности |
| -------------------------------------- | --------------------------- | ----------------------- |
| Салтыков, Борис Георгиевич (1940—2025) | 11 ноября 1991              | 28 ноября 1991          |

## Министерство науки, высшей школы и технической политики РСФСР
Образован 28 ноября 1991 года.
| Имя                                    | Дата вступления в должность | Дата снятия с должности         |
| -------------------------------------- | --------------------------- | ------------------------------- |
| Салтыков, Борис Георгиевич (1940—2025) | 28 ноября 1991              | 25 декабря 1991 или 16 мая 1992 |

25 декабря 1991 года Верховный Совет РСФСР принял закон о переименовании РСФСР в Российскую Федерацию (РФ). 21 апреля 1992 года Съезд народных депутатов РСФСР утвердил переименование, внеся соответствующие изменения в Конституцию РСФСР, которые вступили в силу 16 мая 1992 года.

## Министерство науки, высшей школы и технической политики РФ
| Имя                                    | Дата вступления в должность | Дата снятия с должности |
| -------------------------------------- | --------------------------- | ----------------------- |
| Салтыков, Борис Георгиевич (1940—2025) | 25 декабря 1991             | 6 марта 1993            |

В соответствии с Законом РФ № 4547-I от 25 февраля 1993 года, который вступил в силу 6 марта 1993 года, преобразовано в Министерство науки и технической политики Российской Федерации с изъятием из его ведения вопросов управления высшей школой, переданных во вновь образованный Государственный комитет Российской Федерации по высшему образованию.

## Государственный комитет РСФСР по профессионально-техническому образованию
Образован 8 декабря 1965 года как Государственный комитет СМ РСФСР по профессионально-техническому образованию.
| Имя                                      | Дата вступления в должность | Дата снятия с должности |
| ---------------------------------------- | --------------------------- | ----------------------- |
| Кирпичников, Пётр Иванович (1903—1980)   | 14 декабря 1965             | 23 сентября 1970        |
| Камаев, Геронтий Леонтьевич (1919—?)     | 23 сентября 1970            | 30 ноября 1985          |
| Казначеев, Виктор Алексеевич (1935—2010) | 30 ноября 1985              | 8 июня 1988             |

31 августа 1978 года преобразован в Государственный комитет РСФСР по профессионально-техническому образованию.
11 ноября 1988 года объединён с Министерством просвещения РСФСР в Министерство народного образования РСФСР.

## Министерство образования РСФСР
14 июля 1990 года Министерство народного образования РСФСР переименовано в Министерство образования РСФСР.
| Имя                                    | Дата вступления в должность | Дата снятия с должности |
| -------------------------------------- | --------------------------- | ----------------------- |
| Днепров, Эдуард Дмитриевич (1936—2015) | 19 июля 1990                | 25 декабря 1991         |

25 декабря 1991 года Верховный Совет РСФСР принял закон о переименовании РСФСР в Российскую Федерацию (РФ). 21 апреля 1992 года Съезд народных депутатов РСФСР утвердил переименование, внеся соответствующие изменения в Конституцию РСФСР, которые вступили в силу 16 мая 1992 года.

## Министерство образования РФ
| Имя                                      | Дата вступления в должность | Дата снятия с должности |
| ---------------------------------------- | --------------------------- | ----------------------- |
| Днепров, Эдуард Дмитриевич (1936—2015)   | 25 декабря 1991             | 4 декабря 1992          |
| Ткаченко, Евгений Викторович (1935—2018) | 23 декабря 1992             | 14 августа 1996         |

14 августа 1996 года объединено с Государственным комитетом РФ по высшему образованию в Министерство общего и профессионального образования РФ.

### Государственный комитет по высшему образованию Российской Федерации
Образован 25 февраля 1993 года.
| Имя                                      | Дата вступления в должность | Дата снятия с должности |
| ---------------------------------------- | --------------------------- | ----------------------- |
| Кинелёв, Владимир Георгиевич (род. 1945) | 21 апреля 1993              | 14 августа 1996         |

Упразднён 14 августа 1996 года. Его функции переданы Министерству общего и профессионального образования РФ.

## Министерство общего и профессионального образования Российской Федерации
Образовано 14 августа 1996 года путём объединения Министерства образования РФ и Государственного комитета РФ по высшему образованию. 30 апреля 1998 года министерству переданы функции упразднённого Государственного высшего аттестационного комитета РФ.
| Имя                                       | Дата вступления в должность | Дата снятия с должности |
| ----------------------------------------- | --------------------------- | ----------------------- |
| Кинелёв, Владимир Георгиевич (род. 1945)  | 14 августа 1996             | 28 февраля 1998         |
| Тихонов, Александр Николаевич (1947—2016) | 28 февраля 1998             | 30 сентября 1998        |
| Филиппов, Владимир Михайлович (род. 1951) | 30 сентября 1998            | 25 мая 1999             |

25 мая 1999 года преобразовано в Министерство образования РФ.

## Министерство образования Российской Федерации
Образовано 25 мая 1999 года на базе Министерства общего и профессионального образования РФ. 17 мая 2000 года министерству переданы функции упразднённого Государственного комитета РФ по молодёжной политике.
| Имя                                       | Дата вступления в должность | Дата снятия с должности |
| ----------------------------------------- | --------------------------- | ----------------------- |
| Филиппов, Владимир Михайлович (род. 1951) | 25 мая 1999                 | 9 марта 2004            |

Упразднено 9 марта 2004 года.

## Министерство образования и науки Российской Федерации
Образовано 9 марта 2004. Минобрнауки России были переданы функции по принятию нормативных правовых актов в установленной сфере деятельности упразднённого Министерства образования РФ и функции по принятию нормативных правовых актов в сфере науки упразднённого Министерства промышленности, науки и технологий РФ, а также функции по принятию нормативных правовых актов в установленной сфере деятельности преобразованного Российского агентства по патентам и товарным знакам.
| Имя                                        | Дата вступления в должность | Дата снятия с должности |
| ------------------------------------------ | --------------------------- | ----------------------- |
| Фурсенко, Андрей Александрович (род. 1949) | 9 марта 2004                | 21 мая 2012             |
| Ливанов, Дмитрий Викторович (род. 1967)    | 21 мая 2012                 | 19 августа 2016         |
| Васильева, Ольга Юрьевна (род. 1960)       | 19 августа 2016             | 15 мая 2018             |

15 мая 2018 года преобразовано в Министерство просвещения и Министерство науки и высшего образования.

## Министерство науки и высшего образования Российской Федерации
Создано в результате преобразования Министерства образования и науки 15 мая 2018 года.
| Имя                                     | Дата вступления в должность | Дата снятия с должности |
| --------------------------------------- | --------------------------- | ----------------------- |
| Котюков, Михаил Михайлович (род. 1976)  | 18 мая 2018                 | 21 января 2020          |
| Фальков, Валерий Николаевич (род. 1978) | 21 января 2020              | н.в.                    |